# Línea 4 (SAO)
La línea 4 o Recorrido SAO - Las Grutas es una línea de colectivos urbana de San Antonio Oeste, que une San Antonio Oeste con Las Grutas. El boleto cuesta 4 pesos el general y 2 para estudiantes. Posee una longitud de 39,168 km.

## Recorrido principal
Sus recorrido es circunvalar, por lo que no tiene puntas de línea ni recorridos de ida/vuelta. Frecuencia: Cada media hora desde las 06:00 hasta las 01:00; cada hora desde las 01:00 hasta las 06:00. Este ramal funciona todo el año y en época veraniega las frecuencias se acortan a 20/25 minutos.
Recorrido: Subida Pasaje Rosatto; Pellegrini; Mitre; Rivadavia; San Martín; Saenz Peña; Acceso Sao; Ruta P. Nº 2; Acceso a Las Grutas; Av. Río Negro, Int. Breciano y regreso, Av. Río Negro, Acceso Las Grutas; Ruta P. Nº 2; Acceso SAO, Libertad; Alemandri; Islas Malvinas. 
(Recorrido de “06:00 a 01:00”: Continuación por Malvinas hasta Lavalle, Roca; Mitre, Sarmiento, SEFEPA)
(Recorrido de “01:00 a 06:00”: Moreno, Mitre, Sarmiento, SEFEPA)